# 托拉卡
托拉卡（義大利語：Torraca），是意大利萨莱诺省的一个市镇。总面积15平方公里，人口1298人，人口密度86.5人/平方公里（2009年）。ISTAT代码为065148。